# Rudolf Hauschka
Rudolf Hauschka (Wenen, 6 november 1891 – Bad Boll/Eckwälde 28 december 1969) was de Oostenrijkse oprichter van de WALA-geneesmiddelenfabriek (Wala Heilmittel GmbH) en de later ontstane Dr. Hauschka-cosmeticalijn, beide op antroposofische grondslag.

## Leven en werk
Rudolf Hauschka doorliep in Wenen het Realgymnasium, waarna hij tussen 1908 en 1913 chemie en medicijnen studeerde. Na een assistentschap op diverse hogescholen promoveerde hij. Na de Eerste Wereldoorlog, waarin hij als luitenant diende in het Oostenrijkse leger, werkte hij tot 1925 in de chemisch-farmaceutische industrie.
In 1924 vond de ontmoeting plaats die Hauschka's leven zou veranderen. Op een antroposofische Zomerbijeenkomst in Arnhem trof hij de filosoof Rudolf Steiner. Hij vroeg hem: 'Wat is leven'? Steiner antwoordde: 'Bestudeert u de ritmen, ritme is de drager van het leven'.
Op uitnodiging van Ita Wegman werkte Hauschka tussen 1929 en 1935 aan het Klinisch-therapeutisch instituut te Arlesheim in Zwitserland om een manier te ontwikkelen om geneesmiddelen houdbaar te maken zonder gebruik van conserveringsmiddelen. Het lukte bij de experimenten - volgens Hauschka door gebruik te maken van de ritmes van de natuur - uit geneeskrachtige planten een waterig extract samen te stellen, dat zonder toevoeging van conserveringsmiddelen jarenlang houdbaar bleef. Uit de aftreksels werden geneesmiddelen samengesteld. In 1935 werd het eerste WALA-laboratorium in Duitsland opgericht in Ludwigsburg bij Stuttgart. De initialen van het productieproces Wärme - Asche, Licht - Asche (warmte - as, licht - as) vormen de naam WALA.
Aan de Weense schoonheidsspecialiste Elisabeth Sigmund werd gevraagd de gelederen bij de WALA-fabriek te komen versterken. Sigmund meende dat de huid en het uiterlijk van de mens een directe weerslag vormden van de innerlijke geestelijke en lichamelijke toestand van de mens.  In 1967 kreeg de samenwerking tussen Hauschka en Sigmund vorm in de cosmeticalijn Dr. Hauschka.